# Queenzy
Queenzy de son vrai nom Mariam Kaboré, est une artiste chanteuse burkinabè qui évolue dans l'afro-trap.

## Biographie

### Enfance et études
Queenzy est née à Abengourou en  Cote d'Ivoire et grandit à Bittou au Burkina Faso,. Elle est originaire de Zorgho. Elle arrête ses études en classe de 1ère pour des raisons financières et  s'inscrit pour une formation professionnelle en santé animale. Ne parvenant pas à trouver du travail, elle se tourne vers sa passion : la musique. Elle se découvre ensuite un talent pour le football et  y évolue en tant qu'attaquant. Un surnom  lui est donné dans ce milieu "Reine du Gang".

### Carrière Musicale
Queenzy  commence sa carrière musicale en 2020 avec cinq singles. Elle s'inspire d'artistes nationaux comme Floby, Smarty, Habibou Sawaogo et d'artistes internationaux comme Nicky Minaj, Niska. Elle focalise son style musicale sur l'afro-trap. Sa carrière musicale est rendu possible grâce à Iwoaga Simporé, PDG de Simpo Services International qu'elle rencontre lors d'un évènement. Il devient par la suite son manager.

## Discographie

### Single
- 2020: Réel Girl
- 2023: Les go de Ouaga
- 2023: La sauce[5]
- 2023: A la vie à la Muerté[6].

## Distinction
Trophée du Rap 2023: Meilleure performance féminine